# Château de Kerambar’h
Das Château de Kerambar’h ist ein Schloss westlich von Landaul in der Bretagne. Zu seinen Besonderheiten zählen die Gartenanlagen.